# José Miguel Borja Devesa
José Miguel Borja Devesa, (n. Gandia, 13 de marzo de 1945) es un narrador, historiador y ensayista español.
Su paso por la Escuela de Cine de Madrid, le aportó una particular mirada cinematográfica a todo aquello que le rodea, a pesar de dedicarse profesionalmente al sector de la óptica. Se autodefine como un librepensador que ha participado en varias exposiciones fotográficas, como Imagen y Palabra y en la realización de varios cortos y películas relacionadas con la sociedad valenciana en la época de los Borja y a principios del siglo XX.

## Obras
Es autor de más de doce novelas. Presenta en 2014 su última novela, "El Gobierno de las Damas", una historia de cómo las mujeres se hacen con el gobierno en el Siglo de Oro Valenciano.
- Como si nada hubiera sucedido, publicada en 2011 por Infova Ediciones[1] finalista del Premio Azorín
- "Medicinas prodigiosas" (2011) recoge la historia de la medicina a través de la publicidad y la promoción de finales del s.XIX y principios del siglo XX, "Medicinas Prodigiosas" [2][3]".
- "El misterio de la casa de la Marquesa" (2010)
- "La vida de san Francisco de Borja" (2009)
- "El Esplendor de los Borja" (2008), editado por la Biblioteca de Valencia
- "El periódico de la Safor 1300-1800" (2008)
- "Páginas memorables y apócrifas de la historia de Valencia" (2006)
- El cómic "Historia de la Safor contada por el hada Saforela" (2004)
- "Transgénicos" (2004)
- "La procesión del Beato" (2002)
- "El nieto secreto del General Franco" (2000)
- "La vía láctea" (1999)
- "El rey del azúcar" (1998)
- "Huesos de santo" (1997)
- "Gandia, historia y turismo" (1997)
- "Las naranjas de oro" (1995)
- "Memoria de Gandia" (1994)
- "La imagen de los Borja" (1993), en colaboración con el historiador Santiago La Parra
- "Allegretto a la turca" (1992), Premio Ciudad de Valencia.
- "Llibre d'hores" (1990)
- "Historia gráfica de la óptica" (1989)
- "Lucrecia, mi amor" (1989)
- "Los hemisferios de Magdeburgo" (1987)
- "Gandia 1881-1980" (1981). En colaboración con el escritor Ignasi Mora.